# Bernard Hourcade
Bernard Hourcade est un géographe spécialiste de l'Iran né en 1946. Il est actuellement Directeur de recherche émérite au CNRS dans l'équipe de recherche « Monde iranien et indien ». Il  a dirigé l’Institut français de recherche en Iran de 1978 à 1993.
Ses travaux portent sur la géographie sociale et politique de l'Iran et notamment de Téhéran. Il est l'auteur de Géopolitique de l'Iran (Armand Colin, 2010), L'Iran au XXe siècle Entre nationalisme, islam et mondialisation (Fayard, 2007), Iran. Nouvelles identités d'une république (Belin, 2002). Il a également dirigé la publication de Voyage d'Iran (La Documentation Française, 1998) et de Voyage de Téhéran métropole, (Téhéran, 2005, avec Mohsen Habibi, Shahryar Zarrin, Masserat Amir-Ebrahimi et Hassan Moussavizadeh) publiés également sur « Irancarto », le site d'analyses cartographiques de l'Iran de l'équipe de recherche Mondes iranien et indien (CNRS).

## Publications
- Iran : Nouvelles identités d'une république, Belin, coll. « Asie plurielle », 2002, 223 p. (ISBN 978-2-7011-3420-8)
- L'Iran au XXe siècle : Entre nationalisme, islam et mondialisation, Paris, Fayard, 2007, 498 p. (ISBN 978-2-213-63210-0) (co-écrit avec Jean-Pierre Digard et Yann Richard)
- Géopolitique de l'Iran, Paris, Armand Colin, coll. « Perspectives géopolitiques », 2010, 296 p. (ISBN 978-2-200-35116-8)